# Maxim Rusnac
Maxim Rusnac (Bălți, 29 september 1992) is een Moldavisch wielrenner die anno 2018 rijdt voor Team Differdange-Losch.

## Carrière
In 2015 werd Rusnac nationaal kampioen tijdrijden, door het dertig kilometer lange parcours het snelst af te leggen. Een dag later was hij ook de beste in de wegwedstrijd, waar hij Cristian Raileanu versloeg in een sprint-à-deux. In oktober nam hij deel aan de Ronde van Mevlana, waar hij in elk van de vier etappes bij de beste twintig renners eindigde en elfde werd in het eindklassement.
In 2016 verdedigde Rusnac zijn nationale tijdrittitel met succes. In de wegwedstrijd waren de rollen omgedraaid, omdat Raileanu met meer dan een minuut voorsprong op Rusnac solo over de finish kwam. In juni 2017 was enkel Nicolae Tanovitchii sneller in de tijdrit. Later dat jaar won Rusnac wel het bergklassement in de Ronde van Szeklerland.
In 2018 werd hij voor de tweede maal Moldavisch kampioen bij de elite.

## Overwinningen
2015
 Moldavisch kampioen tijdrijden, Elite
 Moldavisch kampioen op de weg, Elite
2016
 Moldavisch kampioen tijdrijden, Elite
2017
Bergklassement Ronde van Szeklerland
2018
 Moldavisch kampioen op de weg, Elite

## Ploegen
- 2017 –  Team Differdange-Losch
- 2018 –  Team Differdange-Losch

Catania · Centrone · Da Silva · Diener · Donders · Lovassy · Petelin · Raileanu · Raymackers · Reguero · Rózsa · Rusnac · Stijns · Teasdale · Thill · Valsavori · Vermeer
Catania · Centrone · da Silva · Donders · Kockelmann · Pardini · Petelin · Rózsa · Rusnac · Stemper · Teasdale · Thill · Valvasori · Vermeer · Verwaest · Winter